# 셀라 워드
실라 워드(Sela Ward, 영어 발음: /ˈsiːlə/, 1956년 7월 11일 ~ )는 미국의 배우, 작가, 제작자이다. NBC 드라마 《시스터스》(1991-96)로 1994년 제46회 프라임타임 에미상 드라마 부문 여우주연상했으며, ABC 드라마 《원스 앤 어게인》(1999-2002)으로 2000년 제52회에 동일 부문을 재수상했다. 후자로는 2001년 제58회 골든 글로브상의 드라마 부문 여우주연상도 받았다.

## 출연 작품

### 영화
- 광고 대전략 (1986)
- 총의 분노 (1987)
- 끝없는 음모 (1989)
- 분노의 선택 (1990)
- 기적의 탄생 (1991)
- 도망자 (1993)
- 프레지던트 (1996)
- 포화 속의 용기: 두 여자 (1997, Stories of Courage: Two Women)
- 스튜디오 54 (1998)
- 런어웨이 브라이드 (1999)
- 더티 댄싱: 하바나 나이트 (2004)
- 투모로우 (2004)
- 가디언 (2006)
- 스텝파더 (2009)
- 나를 찾아줘 (2014)
- 인디펜던스 데이: 리써전스 (2016)

### 텔레비전
- L.A. 로 (1986)
- 나이트 코트 (1987)
- 시스터스 (1991-96, Sisters)
- 프레이저 (1997)
- 뉴 배트맨 어드벤처스 (1999)
- 원스 앤 어게인 (1999-2002, Once and Again)
- 하우스 (2005-06)
- CSI: 뉴욕 (2010-13)
- 웨스트월드 (2018)
- FBI (2018-19)